# SIA Mod. 1918
La SIA Mod. 1918 è stata la prima mitragliatrice leggera italiana raffreddata ad aria. Sviluppata alla fine della prima guerra mondiale, vide impiego in numero limitato negli ultimi mesi del conflitto e fu prevista come sostituta della primitiva pistola mitragliatrice Villar Perosa nell'ipotesi dell'eventuale proseguimento delle ostilità.

## Storia
Nell'aprile del 1916, con la comparsa sul fronte italiano di piccole unità equipaggiate di pistole mitragliatrici Villar Perosa si posero le basi di nuove tattiche di combattimento volte a rompere gli schemi di una estenuante "guerra di posizione" che non sembrava aver fine, e che si mostravano idonee ad essere adottate dai neonati Reparti d'Assalto.
La Villar Perosa risultò essere certamente innovativa, ma comunque non era scevra da difetti, complice una struttura relativamente distante dalla configurazione classica di un'arma di tale categoria: infatti non è sbagliato definirla più che altro un archetipo.
Nel gennaio 1918 fu lo stesso colonnello Abiel Bethel Revelli di Beaumont - padre della Villar Perosa - a proporre alla Commissione Esaminatrice del REI un prototipo di mitragliatrice leggera calibro 6,5 × 52 mm Mannlicher-Carcano raffreddata ad aria.
Il primo modello proposto non fu però accettato e furono consigliate una serie di modifiche volte all'accorciamento della canna, della parte posteriore del treppiede e all'adozione di un'impugnatura adeguata al fuoco in posizione distesa.
L'arma successiva, elaborata accogliendo le modifiche consigliate, fu ritenuta idonea e posta in produzione con il nome di SIA, acronimo composto dalle iniziali della ditta costruttrice, ovvero la Società Italiana Aviazione di Torino.
È interessante notare come, nonostante fossero stati compiuti sforzi nel tentativo di derivare dalla Villar Perosa un modello efficiente di pistola mitragliatrice, il più importante dei quali culminato nel Beretta MAB 18, il Regio Esercito decise di dare maggiore priorità alla nuova creazione del colonnello Revelli.

## Impiego operativo
Come per la Villar Perosa, la SIA fu destinata soprattutto ad armare piccole unità di combattimento per azioni di sorpresa, ma trovò anche impiego come mitragliatrice aeronautica, in formula binata e priva di radiatore.
Il piano di distribuzione originario prevedeva di dotare ogni compagnia di 8 mitragliatrici SIA (2 per ogni plotone), per un totale di circa 18000 esemplari: in una prima fase si sarebbero fornite le sole armi necessarie a sostituire le pistole mitragliatrici Villar Perosa, mentre una seconda ne avrebbe completato l'organico.
Nonostante alcune foto sembrino dimostrare il contrario, molti autori ritengono la distribuzione della SIA nell'ultimo anno di guerra come incerta.
Fu sicuramente impiegata nel dopoguerra, almeno sino all'estate del 1943, quando si trova distribuita nelle retrovie ai battaglioni territoriali, a quelli costieri ed alla Milizia Volontaria per la Sicurezza Nazionale. Ne va ricordato infine l'impiego come arma primaria in alcune versioni del carro armato leggero Fiat 3000, oltre che nel ruolo di mitragliatrice aeronautica già citato.

## Tecnica

SIA trasportata a spalla sul treppiede-basto

La SIA è una mitragliatrice leggera funzionante con sistema di chiusura labile ritardata, lunga 1160 mm (compresivi dello spegnifiamma) e del peso, in assenza di sostegno, di 10,7 kg.
La canna, realizzata in acciaio nichel-cromo, lunga 660 mm e del peso di 4,75 kg, presenta un passo elicoidale di 216 mm ed è raffreddata da un radiatore costituito da 52 rosette circolari in alluminio, compresse da un anello di bloccaggio; il sistema di raffreddamento così composto garantisce una raffica massima di 200 colpi.
Il caricatore scatolare ricurvo è di tipo bifilare ed è stampato in lamiera d'acciaio: ha una capacità di 50 cartucce calibro 6,5 mm Manlicher-Carcano e pieno pesa circa 2 kg; esso viene inserito sulla parte superiore del castello, con lo svantaggio evidente di aumentare significativamente l'ingombro trasversale, prima essenziale, dell'arma e rendendo quindi la posizione del mitragliere più facilmente individuabile dal nemico: in effetti questa fu una delle principali critiche rivolte al sistema di alimentazione, tra l'altro particolarmente delicato e primaria causa di inceppamenti.
In generale l'affidabilità dell'arma si dimostrò insufficiente: a titolo d'esempio citiamo una relazione datata 1922 redatta dal colonnello C. Buonoscontro, in cui si legge che «l'arma non tardò a manifestare i difetti dell'affrettato studio di progettazione».
Il sistema di mira metallico è dotato di un alzo a rotazione imperniato sul lato sinistro del castello, caratterizzato da tre tacche di mira radiali corrispondenti ad altrettante differenti distanze di 300, 700 e 1000 metri.
L'impugnatura a doppia manopola, analoga a quella della Villar Perosa, è dotata di un bottone centrale per lo sparo.
L'arma è equipaggiata con un treppiede in legno rinforzato che pesa circa 5,6 kg, richiudibile per il trasporto a spalla. Il peso dell'arma scarica, comprensivo del treppiede, risulta pertanto di 16,3 kg.